# OHL 1994/95
Die OHL-Saison 1994/95 war die 15. Spielzeit der Ontario Hockey League (OHL). Die Guelph Storm gewannen als punktbestes Team der regulären Saison die Hamilton Spectator Trophy und unterlagen im Playoff-Finale den Detroit Junior Red Wings, die somit den J. Ross Robertson Cup gewannen.

## Änderungen
Mit Beginn der Saison 1994/95 wurde die Struktur der Divisionen verändert. Zuvor existierten die Leyden Division und die Emms Division, die aufgelöst und in drei neue Divisionen aufgeteilt wurden: East, Central und West. Bei 16 teilnehmenden Mannschaften war eine ungleiche Verteilung derer nötig, sodass die East Division aus sechs Teams und die beiden übrigen aus fünf Teams bestand. Weiterhin absolvierte jede Mannschaft 66 Spiele in der regulären Saison.
Zudem wurden die Newmarket Royals im Vorfeld der Saison verkauft und nach Sarnia umgesiedelt, wo sie fortan als Sarnia Sting firmierten.

## Reguläre Saison

### Abschlusstabellen
Abkürzungen: GP = Spiele, W = Siege, L = Niederlagen, T = Unentschieden, GF = Erzielte Tore, GA = Gegentore, Pts = Punkte

Erläuterungen:       = Play-off-Qualifikation,       = Hamilton-Spectator-Trophy-Gewinner

#### East Division
| East Division         | GP | W  | L  | T | GF  | GA  | Pts |
| --------------------- | -- | -- | -- | - | --- | --- | --- |
| Kingston Frontenacs   | 66 | 40 | 19 | 7 | 284 | 224 | 87  |
| Oshawa Generals       | 66 | 40 | 21 | 5 | 300 | 242 | 85  |
| North Bay Centennials | 66 | 35 | 27 | 4 | 272 | 247 | 74  |
| Belleville Bulls      | 66 | 32 | 31 | 3 | 295 | 287 | 67  |
| Peterborough Petes    | 66 | 26 | 34 | 6 | 255 | 286 | 58  |
| Ottawa 67’s           | 66 | 22 | 38 | 6 | 232 | 276 | 50  |

#### Central Division
| Central Division      | GP | W  | L  | T | GF  | GA  | Pts |
| --------------------- | -- | -- | -- | - | --- | --- | --- |
| Guelph Storm          | 66 | 47 | 14 | 5 | 330 | 200 | 99  |
| Sudbury Wolves        | 66 | 43 | 17 | 6 | 314 | 208 | 92  |
| Owen Sound Platers    | 66 | 22 | 38 | 6 | 239 | 299 | 50  |
| Niagara Falls Thunder | 66 | 18 | 40 | 8 | 231 | 298 | 44  |
| Kitchener Rangers     | 66 | 18 | 42 | 6 | 216 | 296 | 42  |

#### West Division
| West Division               | GP | W  | L  | T | GF  | GA  | Pts |
| --------------------------- | -- | -- | -- | - | --- | --- | --- |
| Detroit Junior Red Wings    | 66 | 44 | 18 | 4 | 306 | 223 | 92  |
| Windsor Spitfires           | 66 | 41 | 22 | 3 | 303 | 232 | 85  |
| Sarnia Sting                | 66 | 24 | 37 | 5 | 250 | 292 | 53  |
| London Knights              | 66 | 18 | 44 | 4 | 210 | 309 | 40  |
| Sault Ste. Marie Greyhounds | 66 | 17 | 45 | 4 | 228 | 346 | 38  |

### Beste Scorer
Abkürzungen: GP = Spiele, G = Tore, A = Assists, Pts = Punkte, PIM = Strafminuten; Fett: Saisonbestwert
| Spieler             | Team                  | GP | G  | A   | Pts | PIM |
| ------------------- | --------------------- | -- | -- | --- | --- | --- |
| Marc Savard         | Oshawa Generals       | 66 | 43 | 96  | 139 | 78  |
| David Ling          | Kingston Frontenacs   | 62 | 61 | 64  | 135 | 136 |
| Bill Bowler         | Windsor Spitfires     | 61 | 33 | 102 | 135 | 63  |
| Jeff O’Neill        | Guelph Storm          | 57 | 43 | 81  | 124 | 56  |
| Darryl LaFrance     | Oshawa Generals       | 57 | 55 | 67  | 122 | 10  |
| Todd Bertuzzi       | Guelph Storm          | 62 | 54 | 65  | 119 | 58  |
| Dave Roche          | Windsor Spitfires     | 66 | 55 | 59  | 114 | 180 |
| Steve Washburn      | Ottawa 67’s           | 63 | 43 | 63  | 106 | 72  |
| Witali Jatschmenjow | North Bay Centennials | 59 | 53 | 52  | 105 | 8   |
| Lee Jinman          | North Bay Centennials | 63 | 39 | 65  | 104 | 41  |

## Play-offs

### Play-off-Baum
|  | Achtelfinale | Achtelfinale          | Achtelfinale             |                    |                          | Viertelfinale | Viertelfinale | Viertelfinale |  |  | Halbfinale | Halbfinale | Halbfinale |  |  | OHL-Meisterschaft | OHL-Meisterschaft | OHL-Meisterschaft |
|  |              |                       |                          |                    |                          |               |               |               |  |  |            |            |            |  |  |                   |                   |                   |
|  | C1           | Guelph Storm          |                          |                    |                          |               |               |               |  |  |            |            |            |  |  |                   |                   |                   |
|  |              | gesetzt               |                          |                    |                          |               |               |               |  |  |            |            |            |  |  |                   |                   |                   |
|  | C1           | Guelph Storm          | 4                        |                    |                          |               |               |               |  |  |            |            |            |  |  |                   |                   |                   |
|  | C1           | Guelph Storm          | 4                        |                    |                          |               |               |               |  |  |            |            |            |  |  |                   |                   |                   |
|  |              |                       | C3                       | Owen Sound Platers | 0                        |               |               |               |  |  |            |            |            |  |  |                   |                   |                   |
|  | C3           | Owen Sound Platers    | C3                       | Owen Sound Platers | 0                        | 4             |               |               |  |  |            |            |            |  |  |                   |                   |                   |
|  | C3           | Owen Sound Platers    |                          |                    |                          | 4             |               |               |  |  |            |            |            |  |  |                   |                   |                   |
|  | C4           | Niagara Falls Thunder | 2                        |                    |                          |               |               |               |  |  |            |            |            |  |  |                   |                   |                   |
|  | C4           | Niagara Falls Thunder | 2                        | C1                 | Guelph Storm             | 4             |               |               |  |  |            |            |            |  |  |                   |                   |                   |
|  |              |                       |                          | C1                 | Guelph Storm             | 4             |               |               |  |  |            |            |            |  |  |                   |                   |                   |
|  |              | E4                    | Belleville Bulls         | 0                  |                          |               |               |               |  |  |            |            |            |  |  |                   |                   |                   |
|  | E1           | E4                    | Belleville Bulls         | 0                  | Kingston Frontenacs      |               |               |               |  |  |            |            |            |  |  |                   |                   |                   |
|  | E1           |                       |                          |                    | Kingston Frontenacs      |               |               |               |  |  |            |            |            |  |  |                   |                   |                   |
|  |              | gesetzt               |                          |                    |                          |               |               |               |  |  |            |            |            |  |  |                   |                   |                   |
|  | E1           | Kingston Frontenacs   | 3                        |                    |                          |               |               |               |  |  |            |            |            |  |  |                   |                   |                   |
|  | E1           | Kingston Frontenacs   | 3                        |                    |                          |               |               |               |  |  |            |            |            |  |  |                   |                   |                   |
|  |              |                       | E4                       | Belleville Bulls   | 4                        |               |               |               |  |  |            |            |            |  |  |                   |                   |                   |
|  | E4           | Belleville Bulls      | E4                       | Belleville Bulls   | 4                        | 4             |               |               |  |  |            |            |            |  |  |                   |                   |                   |
|  | E4           | Belleville Bulls      |                          |                    |                          |               |               |               |  |  |            |            |            |  |  |                   |                   |                   |
|  | E3           | North Bay Centennials | 2                        |                    |                          |               |               |               |  |  |            |            |            |  |  |                   |                   |                   |
|  | E3           | North Bay Centennials | 2                        | C1                 | Guelph Storm             | 2             |               |               |  |  |            |            |            |  |  |                   |                   |                   |
|  |              |                       |                          |                    |                          |               |               |               |  |  |            |            |            |  |  |                   |                   |                   |
|  |              | W1                    | Detroit Junior Red Wings | 4                  |                          |               |               |               |  |  |            |            |            |  |  |                   |                   |                   |
|  | W2           | W1                    | Detroit Junior Red Wings | 4                  | Windsor Spitfires        | 4             |               |               |  |  |            |            |            |  |  |                   |                   |                   |
|  | W2           |                       |                          |                    | Windsor Spitfires        | 4             |               |               |  |  |            |            |            |  |  |                   |                   |                   |
|  | W3           | Sarnia Sting          | 0                        |                    |                          |               |               |               |  |  |            |            |            |  |  |                   |                   |                   |
|  | W3           | Sarnia Sting          | 0                        | W2                 | Windsor Spitfires        | 3             |               |               |  |  |            |            |            |  |  |                   |                   |                   |
|  |              |                       |                          | W2                 | Windsor Spitfires        | 3             |               |               |  |  |            |            |            |  |  |                   |                   |                   |
|  |              |                       | C2                       | Sudbury Wolves     | 4                        |               |               |               |  |  |            |            |            |  |  |                   |                   |                   |
|  | C2           | Sudbury Wolves        | C2                       | Sudbury Wolves     | 4                        | 4             |               |               |  |  |            |            |            |  |  |                   |                   |                   |
|  | C2           | Sudbury Wolves        |                          |                    |                          | 4             |               |               |  |  |            |            |            |  |  |                   |                   |                   |
|  | C5           | Kitchener Rangers     | 0                        |                    |                          |               |               |               |  |  |            |            |            |  |  |                   |                   |                   |
|  | C5           | Kitchener Rangers     | 0                        | C2                 | Sudbury Wolves           | 3             |               |               |  |  |            |            |            |  |  |                   |                   |                   |
|  |              |                       |                          | C2                 | Sudbury Wolves           | 3             |               |               |  |  |            |            |            |  |  |                   |                   |                   |
|  |              | W1                    | Detroit Junior Red Wings | 4                  |                          |               |               |               |  |  |            |            |            |  |  |                   |                   |                   |
|  | W1           | W1                    | Detroit Junior Red Wings | 4                  | Detroit Junior Red Wings | 4             |               |               |  |  |            |            |            |  |  |                   |                   |                   |
|  | W1           |                       |                          |                    |                          |               |               |               |  |  |            |            |            |  |  |                   |                   |                   |
|  | W4           | London Knights        | 0                        |                    |                          |               |               |               |  |  |            |            |            |  |  |                   |                   |                   |
|  | W4           | London Knights        | 0                        | W1                 | Detroit Junior Red Wings | 4             |               |               |  |  |            |            |            |  |  |                   |                   |                   |
|  |              |                       |                          | W1                 | Detroit Junior Red Wings | 4             |               |               |  |  |            |            |            |  |  |                   |                   |                   |
|  |              |                       | E5                       | Peterborough Petes | 0                        |               |               |               |  |  |            |            |            |  |  |                   |                   |                   |
|  | E5           | Peterborough Petes    | E5                       | Peterborough Petes | 0                        | 4             |               |               |  |  |            |            |            |  |  |                   |                   |                   |
|  | E5           | Peterborough Petes    |                          |                    |                          |               |               |               |  |  |            |            |            |  |  |                   |                   |                   |
|  | E2           | Oshawa Generals       | 3                        |                    |                          |               |               |               |  |  |            |            |            |  |  |                   |                   |                   |

### J.-Ross-Robertson-Cup-Sieger
| J.-Ross-Robertson-Cup-Sieger Detroit Junior Red Wings | Torhüter: Darryl Foster, Jason Saal Verteidiger: Jamie Allison, Bryan Berard, Duane Harmer, Quade Lightbody, Ryan MacDonald, Bill McCauley, Shayne McCosh, Mike Rucinski, Angreifer: Matt Ball, Nic Beaudoin, Scott Blair, Tom Buckley, Sean Haggerty, Milan Kostolny, Gerry Lanigan, Eric Manlow, Jeff Mitchell, Mike Morrone, Dan Pawlaczyk, Andrew Taylor Cheftrainer: Paul Maurice |

### Beste Scorer
Abkürzungen: GP = Spiele, G = Tore, A = Assists, Pts = Punkte, PIM = Strafminuten; Fett: Saisonbestwert
| Spieler       | Team                     | GP | G  | A  | Pts | PIM |
| ------------- | ------------------------ | -- | -- | -- | --- | --- |
| Bill McCauley | Detroit Junior Red Wings | 21 | 12 | 27 | 39  | 12  |
| Sean Haggerty | Detroit Junior Red Wings | 21 | 13 | 24 | 37  | 18  |
| Todd Bertuzzi | Guelph Storm             | 14 | 15 | 18 | 33  | 41  |
| Jamie Rivers  | Sudbury Wolves           | 18 | 7  | 26 | 33  | 22  |
| Barrie Moore  | Sudbury Wolves           | 18 | 15 | 14 | 29  | 24  |
| Zdeněk Nedvěd | Sudbury Wolves           | 18 | 12 | 16 | 28  | 16  |
| Matt Ball     | Detroit Junior Red Wings | 21 | 9  | 19 | 28  | 22  |
| Richard Park  | Belleville Bulls         | 16 | 9  | 18 | 27  | 12  |
| Jeff O’Neill  | Guelph Storm             | 14 | 8  | 18 | 26  | 34  |
| Bryan Berard  | Detroit Junior Red Wings | 21 | 4  | 20 | 24  | 38  |

## Auszeichnungen

### All-Star-Teams
| First All-Star-Team |                                        |
| Angriff:            | Dave Roche – Jeff O’Neill – David Ling |
| Verteidigung:       | Bryan Berard – Ed Jovanovski           |
| Tor:                | Tyler Moss                             |
| Trainer:            | Craig Hartsburg                        |

| Second All-Star-Team |                                               |
| Angriff:             | Larry Courville – Marc Savard – Todd Bertuzzi |
| Verteidigung:        | Jamie Rivers – Wes Swinson                    |
| Tor:                 | Mark McArthur                                 |
| Trainer:             | Paul Maurice                                  |

| Third All-Star-Team |                                                  |
| Angriff:            | Ethan Moreau – Bill Bowler – Witali Jatschmenjow |
| Verteidigung:       | Brad Brown – Rory Fitzpatrick                    |
| Tor:                | Matt Mullin                                      |
| Trainer:            | Stan Butler                                      |

### All-Rookie-Teams
| First All-Rookie-Team |                                                 |
| Angriff:              | Daniel Cleary – Richard Rochefort – Tim Findlay |
| Verteidigung:         | Bryan Berard – Jeff Ware                        |
| Tor:                  | David MacDonald                                 |

| Second All-Rookie-Team |                                            |
| Angriff:               | Dwayne Hay – Tom Buckley – Brian Wesenberg |
| Verteidigung:          | Kevin Bolibruck – Chris Van Dyk            |
| Tor:                   | Craig Hillier                              |

### Vergebene Trophäen
| Auszeichnung                 | Auszeichnung              | Team                     |
| ---------------------------- | ------------------------- | ------------------------ |
| J. Ross Robertson Cup        | J. Ross Robertson Cup     | Detroit Junior Red Wings |
| Hamilton Spectator Trophy    | Hamilton Spectator Trophy | Guelph Storm             |
| Emms Trophy                  | Emms Trophy               | Guelph Storm             |
| Leyden Trophy                | Leyden Trophy             | Kingston Frontenacs      |
| Bumbacco Trophy              | Bumbacco Trophy           | Detroit Junior Red Wings |
| Auszeichnung                 | Spieler/Offizieller       | Team                     |
| Red Tilson Trophy            | David Ling                | Kingston Frontenacs      |
| Eddie Powers Memorial Trophy | Marc Savard               | Oshawa Generals          |
| Matt Leyden Trophy           | Craig Hartsburg           | Guelph Storm             |
| Jim Mahon Memorial Trophy    | David Ling                | Kingston Frontenacs      |
| Max Kaminsky Trophy          | Bryan Berard              | Detroit Junior Red Wings |
| OHL Goaltender of the Year   | Tyler Moss                | Kingston Frontenacs      |
| Jack Ferguson Award          | Daniel Tkaczuk            | Barrie Colts             |
| Dave Pinkney Trophy          | Mark McArthur Andy Adams  | Guelph Storm             |
| OHL Executive of the Year    | Mike Kelly                | Guelph Storm             |
| Emms Family Award            | Bryan Berard              | Detroit Junior Red Wings |
| F. W. „Dinty“ Moore Trophy   | David MacDonald           | Sudbury Wolves           |
| OHL Humanitarian of the Year | Brad Brown                | North Bay Centennials    |
| William Hanley Trophy        | Witali Jatschmenjow       | North Bay Centennials    |
| Leo Lalonde Memorial Trophy  | Bill Bowler               | Windsor Spitfires        |
| Bobby Smith Trophy           | Jamie Wright              | Guelph Storm             |